# Power Nine
Power Nine (også kaldet P9-sættet) er en samlet betegnelse for de ni bedste, dyreste og mest effektive kort i samlekortspillet Magic: The Gathering. P9-kortene er kun udgivet i serierne Alpha, Beta og Unlimited.
Følgende kort er en del af P9 sættet:
- Ancestral Recall
- Black Lotus – det mest eftertragtede kort. Black Lotus bryder tempoet i Magic, da den er gratis at spille på bordet, og kan ofres for 3 mana. I tur 1 kan man således have 4 mana til rådighed til at spille kort for, hvor man normalt kun har 1 mana.
- Mox Emerald
- Mox Jet
- Mox Pearl
- Mox Ruby
- Mox Sapphire
- Time Walk
- Timetwister